# ویلهلم ادوارد وبر
ویلهلم ادوارد وبر (آلمانی: Wilhelm Eduard Weber؛ زاده ۲۴ اکتبر ۱۸۰۴ – درگذشته ۲۳ ژوئن ۱۸۹۱) یک دانشمند اهل آلمان بود.
ویلهلم ادوارد وبر، فیزیکدان برجسته آلمانی قرن نوزدهم، نقشی محوری در توسعه دانش الکترومغناطیس ایفا کرد. او در سال ۱۸۰۴ در ویتنبرگ متولد شد و تحصیلات خود را در دانشگاه‌های هاله و گوتینگن به پایان رساند. نقطه عطف زندگی علمی او، آشنایی و همکاری با ریاضیدان نامدار، کارل فریدریش گاوس، در دانشگاه گوتینگن بود. این همکاری منجر به تحقیقات پیشگامانه در زمینه مغناطیس زمینی و اختراع نخستین تلگراف الکترومغناطیسی در سال ۱۸۳۳ شد، دستاوردی که انقلابی در عرصه ارتباطات از راه دور به شمار می‌رود و نشان‌دهنده نبوغ و خلاقیت این دو دانشمند بزرگ بود.
وبر به طور مستقل نیز تحقیقات گسترده‌ای در زمینه الکتریسیته و مغناطیس انجام داد و قوانین مهمی را در این حوزه‌ها فرمول‌بندی کرد. او در توسعه یک سیستم واحدهای الکتریکی مطلق نقش بسزایی داشت که بعدها به عنوان مبنایی برای سیستم بین‌المللی یکاها (SI) مورد استفاده قرار گرفت. نظریه او در مورد آرایش مولکولی مواد فرومغناطیسی، که خواص مغناطیسی مواد را به آرایش اتم‌ها و چرخش الکترون‌های آن‌ها نسبت می‌داد، دیدگاه‌های نوینی را در علم مواد ارائه کرد. علاوه بر این، وبر در زمینه آکوستیک نیز تحقیقاتی انجام داد و دامنه فعالیت‌های علمی گسترده خود را به اثبات رساند.
در طول زندگی حرفه‌ای خود، وبر در دانشگاه‌های معتبری همچون گوتینگن و لایپزیگ به تدریس فیزیک پرداخت و به تربیت نسل‌های آینده‌ای از دانشمندان همت گمارد. او به پاس دستاوردهای ارزشمند خود، جوایز و افتخارات متعددی کسب کرد که از جمله آن‌ها می‌توان به مدال کاپلی از انجمن سلطنتی لندن در سال ۱۸۵۹ اشاره کرد. این تقدیرات نشان‌دهنده جایگاه والای او در جامعه علمی بین‌المللی و تاثیر عمیق تحقیقاتش بر پیشرفت علم بود.
میراث علمی ویلهلم ادوارد وبر همچنان پس از گذشت سال‌ها پابرجاست. نامگذاری واحد شار مغناطیسی در سیستم SI به افتخار او، "وبر"، گواهی بر قدردانی جامعه علمی از مشارکت های بنیادین او در زمینه الکترومغناطیس است. تحقیقات و اختراعات او، به ویژه در زمینه تلگراف الکترومغناطیسی، پایه‌های بسیاری از فناوری‌های ارتباطی امروزی را بنا نهاده و او را به عنوان یکی از پیشگامان و تاثیرگذارترین چهره‌های تاریخ علم فیزیک ماندگار ساخته است. او در سال ۱۸۹۱ در گوتینگن درگذشت.